# Entoku

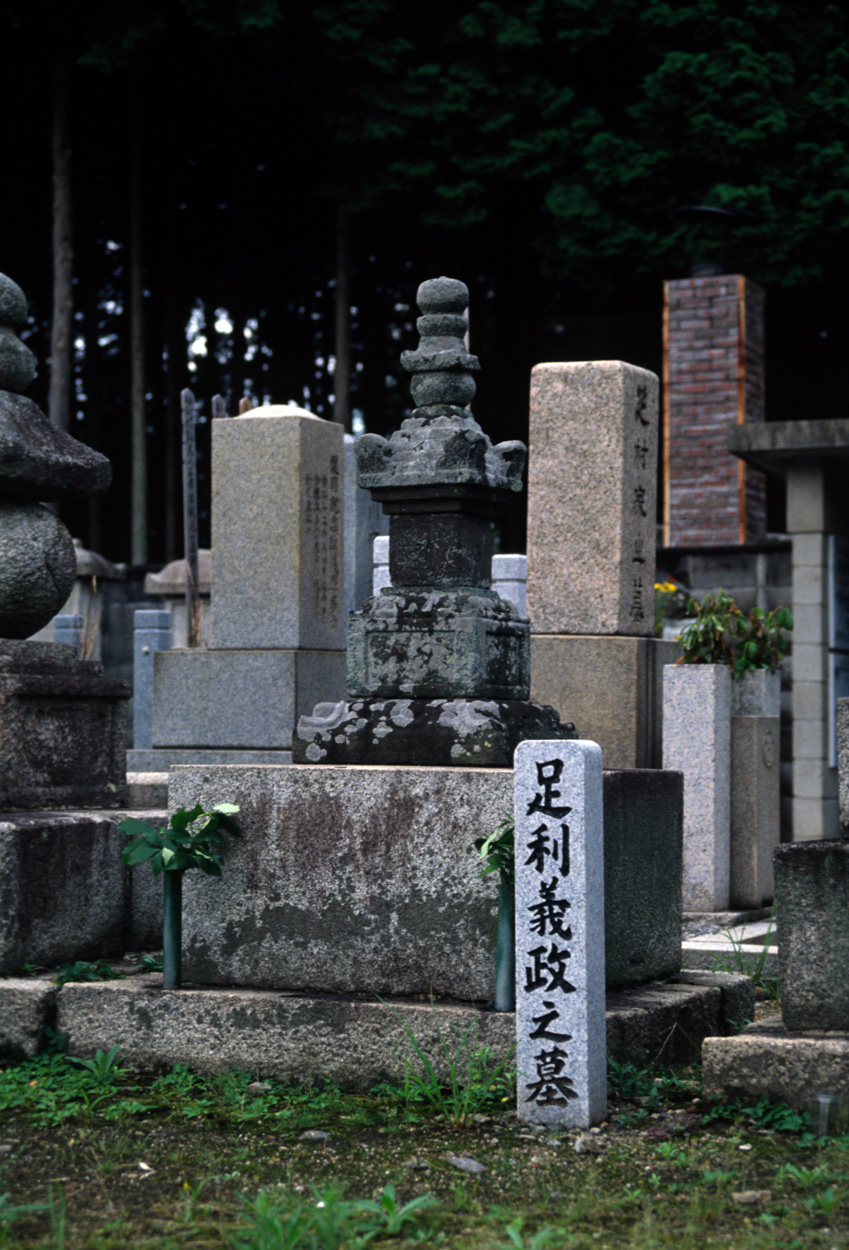
Hrob Jošimasy Ašikagy v Kjótu.

Entoku (延徳) byla Japonskou érou v  období Sengoku, v užším období  Ašikaga - Muromači (足利 - 室町), mezi Čokjó (長享)  a Meió (明応). Trvala od roku 1489 do roku 1491. 

## Události
- 1490:Sóun Hódžó (北条 早雲)se zmocnil hradu Horigoe (堀越), v provincii Izu (伊豆国, dnešní prefektura Šizuoka – 静岡県) a ustavil se jako nezávislý daimjó. Položil tak základy mocného klanu v jihovýchodním Japonsku. V době největšího rozmachu klanu Hódžó ovládali jeho členové 6 provincií ve východním Japonsku – Izu, Sagami (相模国), Musaši (武蔵国), Kózuke (上野国), Kazusa (上総国) a Šimósa (下総国) – čímž se co do velikosti území vyrovnali takovým mocným klanům, jako byli Móriové (毛利) na západě Japonska.
- 1491:Jošitane Ašikaga (足利義稙) porazil přemožitele svého otce, Takajoriho Rokkaku (六角 高頼). Později byl poražen Hosokawou (細川) v Šógakudži (正覚寺) a donucen utéct do západního regionu Čúgoku (中国地方).

## Narození
- 1489 samuraj Sumitomo Hosokawa (細川澄元)

## Úmrtí
- 27. ledna 1490 Jošimasa Ašikaga (足利 義政), osmý šógun šógunátu Ašikaga, vládl Japonsku v letech 1449–1473
- 21. ledna 1491 Jošinari Hatakejama (畠山 義就), samuraj a daimjó, rival Masanagy Hatakejamy.
- 15. února 1491 Jošimi Ašikaga (足利義視), rival svého bratra Jošimasy Ašikagy

## Vládnoucí císař
- Go-Cučimikado (後土御門天皇)